# Busenhof

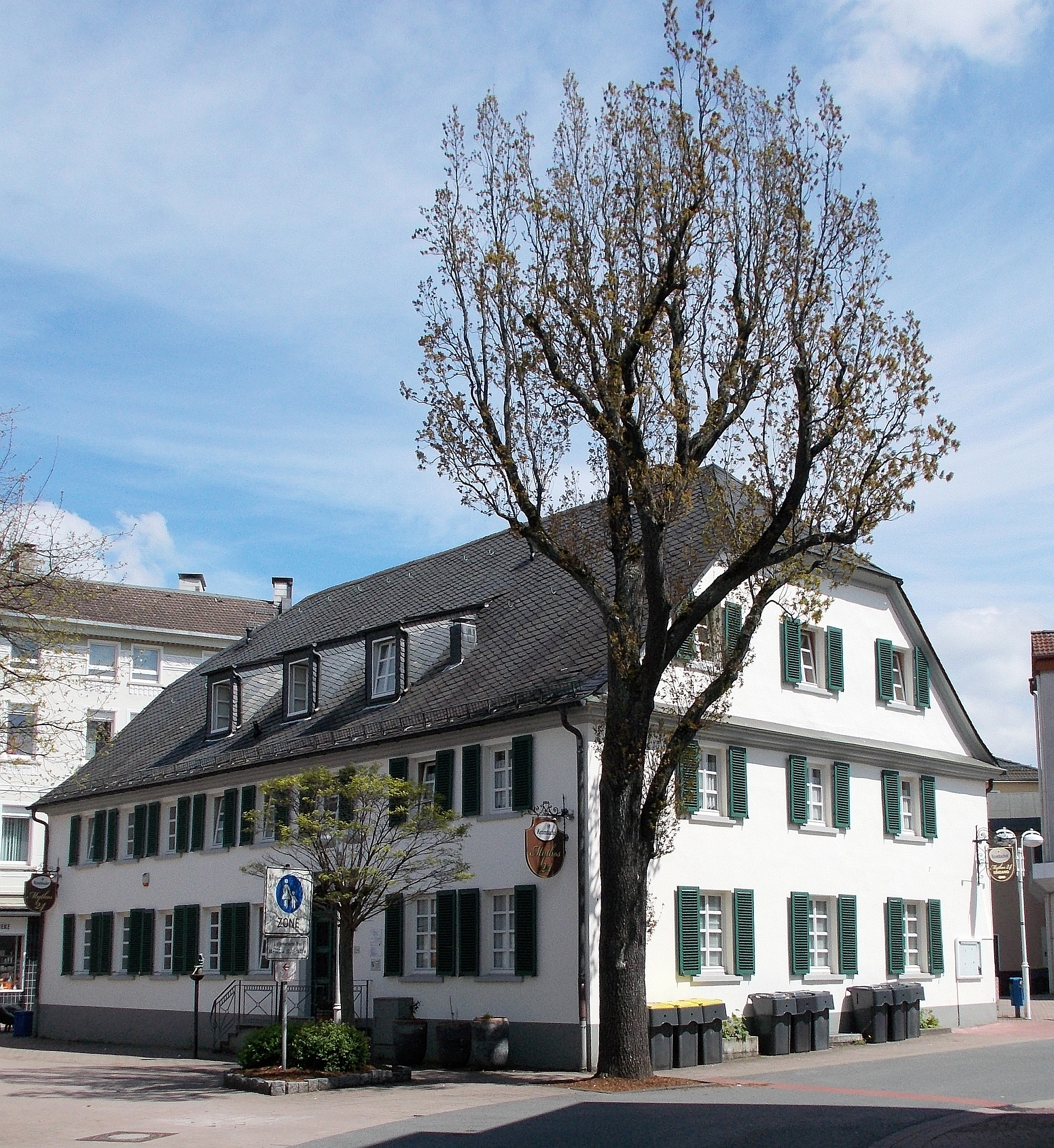
Busenhof

Der Busenhof ist ein denkmalgeschütztes Gebäude in Werdohl.

## Geschichte

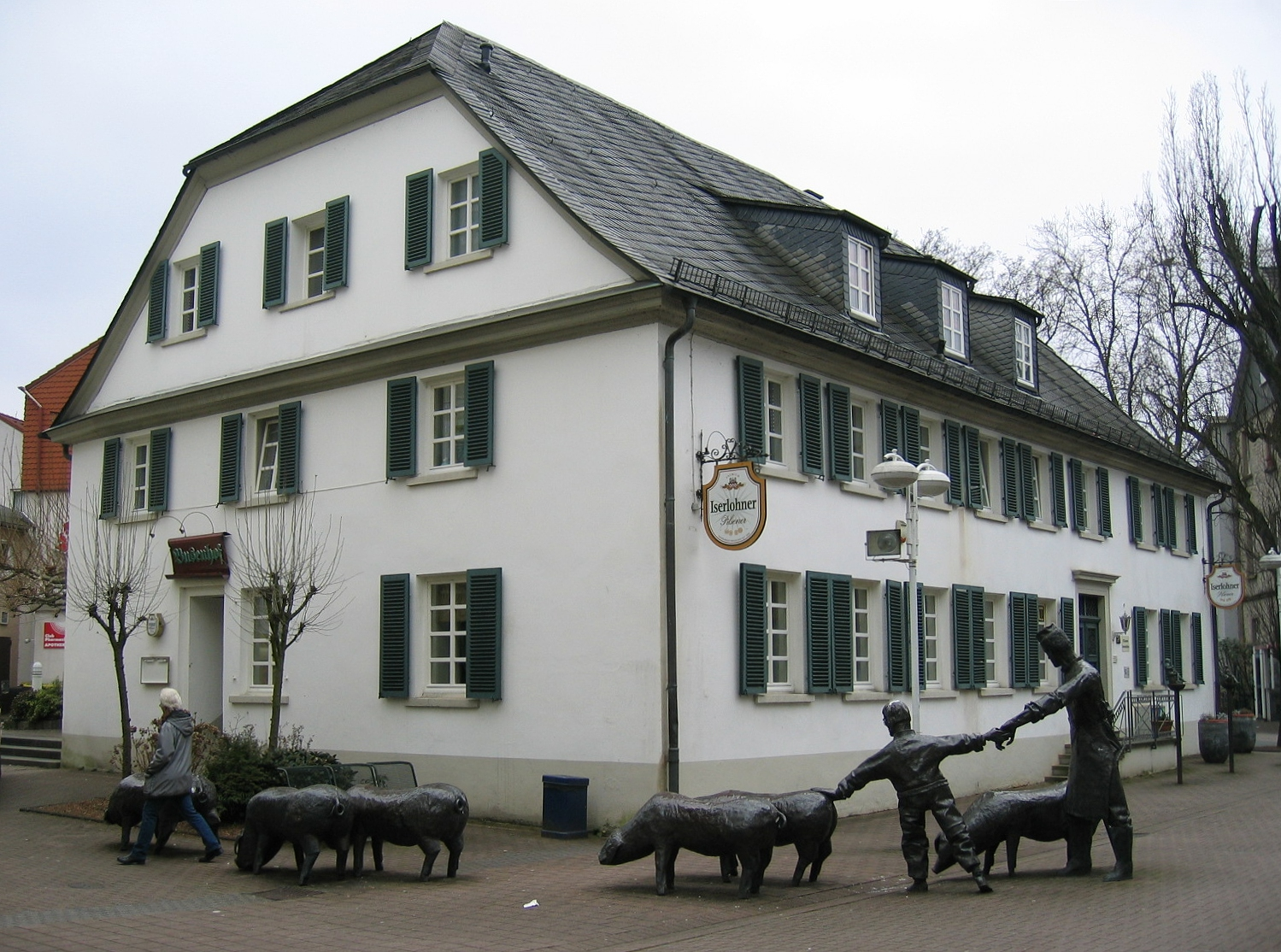
Schweinegruppe aus Kupferblech

Die Namensgebung ist nicht eindeutig geklärt. Der Hof gehört zu den drei ältesten Höfen Werdohls und wurde entweder wegen seiner Hügellage Busen- oder Bussenhof genannt, weil in früherer Zeit niedrige Hügel „Busen“ oder „Bussen“ genannt wurde. Die Namensnennung kann sich auch auf die ehemaligen Besitzer beziehen, weil eine Familie Buse oder Busse Eigentümer des Gasthauses war.

## Architektur

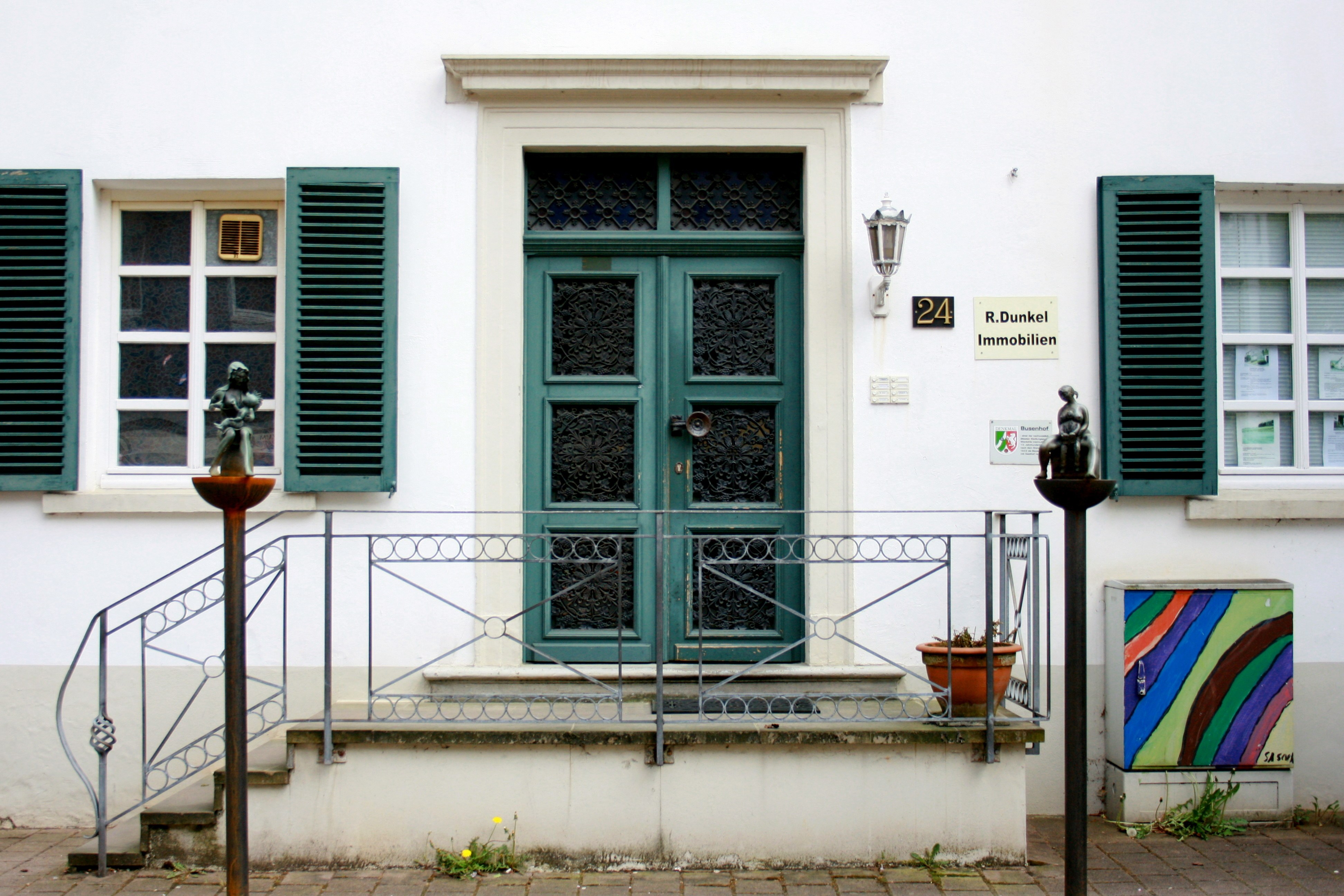
Skulpturen

Das zweigeschossige Krüppelwalmtraufenhaus mit Pfannendeckung entstand nach dem Stadtbrand von 1822 als klassizistisches Bürgerhaus. Die verputzte Fassade des Gasthauses hat ein klassizistisches Türgestell mit zweiflügeliger Kassettentür mit sogenannten „a-jour-Gittern“.
Eine Schweinegruppe aus Kupferblech der Plettenberger Künstler Peter Klassen und Sven Klassen steht seit 1992 neben dem Gasthaus. Zudem befinden sich zwei Bronzeskulpturen des Künstlers Uwe Pfannschmidt vor dem Busenhof.